# Дарчхавна
Дарчхавна (англ. Darchhawna, 1 января 1936, Мизорам — 27 декабря 2023, Аиджал) — индийский писатель и историк из штата Мизорам на северо-востоке Индии. Родившийся в первый день Нового 1936 года. Дарчхавна был офицером особой службы в Университете Мизорам, тогда это был кампус Мизорам Университета Норт-Истерн-Хилл, и президентом-основателем Исторической ассоциации Мизо. Он занимал пост президента организации несколько сроков и в последний раз занимал этот пост после избрания в 2013 году. Правительство Индии в 2005 году наградило его четвёртой по значению гражданской наградой Падма Шри за вклад в индийскую литературу. Он умер 27 декабря 2023 года в возрасте 87 лет.

## Награды
- 2005: четвёртая по значению гражданская награда Падма Шри за вклад в индийскую литературу[8].